# Mycalesis subspersa
Mycalesis subspersa är en fjärilsart som beskrevs av Rothschild 1915. Mycalesis subspersa ingår i släktet Mycalesis och familjen praktfjärilar. Inga underarter finns listade i Catalogue of Life.